# Nataly Arias
Katherine Nataly Arias Peña (Condado de Arlington, 2 de abril de 1986) é uma futebolista estadunidense naturalizada colombiana que atua como zagueira.
Nataly Arias fez parte do elenco da Seleção Colombiana de Futebol Feminino, nas Olimpíadas de 2012 e 2016.